# 光明寺 (宇陀市)
光明寺（こうみょうじ）は、奈良県宇陀市大宇陀西山121にある融通念仏宗の寺院。山号は遍照山。本尊は阿弥陀如来坐像。

## 歴史
創建年は定かでないが、平安時代中期の宇多天皇の時代と伝わる。応永10年（1403年）、融通念仏宗本山恵観浄善の弟子である永欣上人によって中興された。天正14年（1586年）、法俊によって再興された。

## 建物
- 本堂
- 山門
- 小堂
- 書院
- 鐘楼

## 文化財

### 県指定文化財
- 光明寺山門[1]
  - 山門は上層に梵鐘が吊るされた鐘楼門であり、屋根は入母屋造、檜皮葺き。梵鐘には寛文13年（1673年）の刻銘があり、木鼻・虹梁の形式から慶安年間から寛文年間の建立とされる。松山・神戸地区で最も古い建物の一つである。

## アクセス
- 近鉄大阪線榛原駅から奈良交通バス「大宇陀」下車後徒歩5分